# 希謝什蒂鄉 (梅赫丁茨縣)
44°47′N 22°50′E / 44.783°N 22.833°E
希謝什蒂鄉（羅馬尼亞語：Comuna Șișești, Mehedinți），是羅馬尼亞的鄉份，位於該國西南部，由梅赫丁茨縣負責管轄，面積80平方公里，海拔高度207米，2007年人口3,010，人口密度每平方公里39人。